# Ultra-marathon
Pour les articles homonymes, voir Ultrafond.
Un ultra-marathon est une épreuve de course à pied dont la distance parcourue dépasse celle traditionnelle du marathon (42,195 km).
Ces courses mettent à l'épreuve l'endurance, la résistance mentale et la condition physique des participants qui parcourent de longues distances souvent à travers des terrains difficiles (sentiers, montagnes, déserts,...) dans des conditions météorologiques variables. Les ultra-marathons nécessitent un entraînement et une préparation spécifique en raison de leur nature extrême et exigeante.

## Aperçu
Il existe deux types d'événements en ultra-marathon : ceux qui couvrent une distance ou un itinéraire spécifié et ceux qui durent pendant une période de temps prédéterminée (le gagnant est celui qui couvre le plus de distance pendant cette période). Les distances les plus courantes sont de 50 km et 100 km ainsi que 50 et 100 milles, bien que de nombreuses courses proposent d'autres distances. Le 100 kilomètres est reconnu comme un événement officiel du record du monde par la World Athletics (anciennement IAAF), l'organisme directeur mondial de l'athlétisme.
Les autres distances ou durées incluent les 100 milles, 200 kilomètres, les courses de 24 heures et les courses de plusieurs jours de 1 000 miles (1 600 kilomètres) ou même plus. Le style de parcours varie, allant de boucles simples (certaines aussi courtes qu'un 400 m piste) aux courses de route ou de trail (dans un environnement naturel), aux rogaines de cross-country. De nombreux ultra-marathons, en particulier les épreuves de trail, comportent des obstacles importants, tels que des conditions météorologiques variables et difficiles, des évolutions d'altitude ou des terrains accidentés.
Les événements chronométrés varient de 6, 12 et 24 heures (appelés courses horaires) à 3, 6 et 10 jours (appelés courses multi-jours). Les événements chronométrés se déroulent généralement sur une piste ou un parcours sur route délimité, souvent entre un et deux kilomètres.
L'Association internationale des ultra-coureurs (IAU) organise les Championnats du monde sur différents formats d'ultra-marathon : 50 km, 100 km et 24 heures.
Parmi les courses d'ultra-marathon les plus réputées, on trouve : 
- Le Spartathlon, course sur route entre Athènes et Sparte (246 km)

- Le Marathon des Sables, course par étapes à travers le désert du Sahara au Maroc
- Le Grand Raid de la Réunion, course de montagne se déroulant à la Réunion (165 km)
- L'Ultra-Trail du Mont-Blanc, événement international d'ultra-trail le plus compétitif et médiatisé (171 km)

Dans les courses d'ultra-marathon, on retrouve également des courses par étapes où les concurrents s'octroient une période de repos entre deux étapes successives, celles-ci peuvent parfois se dérouler en autosuffisance où chaque concurrent doit transporter tous ses approvisionnements nécessaires.
Enfin, on peut inclure dans la famille des courses d'ultra-marathon les courses à élimination d'ultra-endurance, où le vainqueur est le dernier concurrent en lice après l'élimination des tous les autres, selon des critères spécifiques. Le format le plus populaire des courses "Last one standing" est la Backyard Ultra.

## Meilleures performances mondiales de l'IAU

### Hommes
| Événement  | Record       | Athlète                        | Date                 | Lieu                      |
| ---------- | ------------ | ------------------------------ | -------------------- | ------------------------- |
| 50 km      | 2:38:43      | Clayton Jordan Albertson (USA) | 8 octobre 2022       | San Francisco, États-Unis |
| 100 km     | 6:05:35      | Aleksandr Sorokin (LTU)        | 14 mai 2023          | Vilnius, Lituanie         |
| 100 miles  | 10:51:39     | Aleksandr Sorokin (LTU)        | 6 janvier 2022       | Tel Aviv, Israël          |
| 1000 km    | 5j 16:17:00  | Yiánnis Koúros (GRE)           | 26 nov-2 déc 1984    | Colac, Australie          |
| 1000 miles | 10j 10:30:36 | Yiánnis Koúros (GRE)           | 20-30 mai 1988       | New York City, États-Unis |
| 6 heures   | 97.200 km    | Donald Ritchie (GBR)           | 28 octobre 1978      | Londres, Royaume-Uni      |
| 12 heures  | 177,410 km   | Aleksandr Sorokin (LTU)        | 6 janvier 2022       | Tel Aviv, Israël          |
| 24 heures  | 319,614 km   | Aleksandr Sorokin (LTU)        | 17-18 septembre 2022 | Vérone, Italie            |
| 48 heures  | 473.495 km   | Yiánnis Koúros (GRE)           | 3-5 mai 1996         | Surgères, France          |
| 6 jours    | 1045,519 km  | Matthieu Bonne (nl) (BEL)      | 5-11 septembre 2024  | Balatonfüred, Hongris     |

### [4],[5]Femmes
| Événement  | Record       | Athlète                      | Date                 | Lieu                         |
| ---------- | ------------ | ---------------------------- | -------------------- | ---------------------------- |
| 50 km      | 3:08:39      | Frith van der Merwe (RSA)    | 25 mars 1989         | Claremont, Afrique du Sud    |
| 100 km     | 6:33:11      | Tomoe Abe (JPN)              | 25 juin 2000         | Yubetsu-Saroma-Tokoro, Japon |
| 100 miles  | 12:42:40     | Camille Herron (USA)         | 11 novembre 2017     | Vienna, IL, États-Unis       |
| 1000 km    | 7j 16:08:37  | Paula Mairer (AUT)           | 29 sept.-6 oct. 2002 | New York City, États-Unis    |
| 1000 miles | 12j 14:38:40 | Sandra Barwick (NZL)         | 16-28 octobre 1991   | New York City, États-Unis    |
| 6 heures   | 85.492 km    | Nele Alder-Baerens (GER)     | 11 mars 2017         | Münster, Allemagne           |
| 12 heures  | 153.600 km   | Satu Lipiäinen (FIN)         | 20 mai 2023          | Kokkola, Finlande            |
| 24 heures  | 262.193 km   | Camille Herron (USA)         | 8-9 déc 2018         | Phoenix, Arizona, États-Unis |
| 48 heures  | 411.5 km     | Joasia Zakrzewski (en) (SCT) | 26-28 février 2023   | Alishan, Taiwan              |
| 6 jours    | 883,631 km   | Sandra Barwick (NZL)         | 18-24 novembre 1990  | Campbelltown, Australie      |

Il y a quatre Championnats du monde de l'IAU : les Championnats du monde de 100 km, les Championnats du monde de 50 km, le Championnat du monde des 24 heures et les Championnats du monde de trail (IAU World Trail Championships).

## Ultra-marathons par région
Les ultra-marathons sont organisés dans le monde entier avec plus de 70 000 personnes qui les terminent chaque année.

### Afrique
Plusieurs événements ultra distance sont organisés en Afrique.
- L'Afrique du Sud accueille un certain nombre d'événements ultra marathon remarquables :
  - Sur route : le plus ancien et le plus grand ultra-marathon du monde, le Marathon des camarades de 87 km. Environ 12 000 coureurs terminent l'épreuve chaque année, sur environ 17 000 partants, avec 23 961 participants en 2000.
  - Le Marathon des deux océans de 56 km au Cap à l'automne austral attire environ 11 000 coureurs.
  - La course sur route Washie 100 est la plus ancienne course sur route de cent kilomètres en Afrique.
  - Hors route : la Salomon Sky Run est une course exténuante de 100 km, course auto-financée et non balisée qui se déroule dans une partie particulièrement pittoresque du pays.
  - Sentier : The Peninsula Ultra Fun Run (PUFfeR) de 80 km soutenu, piste non balisée traversant la chaîne de montagnes de la Table au Cap en Afrique du Sud.
- Le Marathon des Sables est une course par étapes de 6 jours qui couvre 250 km travers le désert du Sahara au Maroc.
- Le Grand Raid de la Réunion se tient chaque année à la Réunion en octobre, traversant l'île sur 163 km avec un gain d'altitude de 9 643 m. Cette course attire 2 350 concurrents, dont 1 000 coureurs d'outre-mer.
- Les îles Canaries espagnoles au large des côtes africaines sont le lieu de certains ultra-marathons prestigieux, dont le Transvulcania, la Transgrancanaria, le Tenerife Bluetrail[6].

### Asie
L'ultrarunning est devenu populaire en Asie et des pays comme le Japon, Taïwan et la Corée du Sud ont accueilli les Championnats du monde de l'IAU.
- Le Japon a eu sa première course de 100 km en 1987, l'Ultra-marathon du lac Saroma et a accueilli l'IAU le championnat du monde des 100 km en 1994 (lac Saroma), en 1998 (Rivière Shimanto) et en 2005 (lac Saroma)[7]. Le Japon accueille plus de cinquante événements d'ultra-marathon tout au long de l'année[8], dont la  Trans Japan Alps Race (TJAR) (415 km avec plus de 26 000 m de dénivelé cumulé traversant les Alpes japonaises, de la mer du Japon à l'océan Pacifique en sept jours)[9], la Coupe Hasetsune (71,5 km dans les montagnes brumeuses abruptes) et l'Ultra-Trail Mt.Fuji (161 km, une boucle autour du mont Fuji inscrit au patrimoine mondial, avec un dénivelé cumulé d'environ 9 000 m)[10],[11].
- Le premier ultramarathon de Corée du Sud a eu lieu en 2000.
- La marche de Gobi dans le nord-ouest de la Chine a été le premier ultra-marathon chinois, organisé pour la première fois en 2003. La marche de Gobi fait partie de la série des 4 Déserts Race[12].
- Le premier ultra-marathon en Inde, le Bangalore Ultra, a eu lieu en 2007[13],[14]. Depuis 2010, l'Himalaya indien accueille La Ultra - The High, une 333 km de parcours traversant Khardung La, présenté comme le plus haut col de montagne carrossable du monde[15].
- Le Soochow International 24H Ultra-Marathon est organisé depuis 1999 à Taipei et est un événement officiel enregistré par l'IAU.
- Une course de nuit, le Sundown Marathon a lieu à Singapour chaque année depuis 2008, sur la distance d'un double marathon (84 km) jusqu'en 2010 et 100 km depuis[16].
- Le Népal accueille plusieurs courses d'ultra-marathon[17], notamment l'Annapurna 100, la course sur sentier Kanchenjunga Ultra Marathon[18] et l'Everest Ultra[19], un parcours d'un total de 1 504 km à exécuter en un peu plus de 24 jours. Ryan Sandes et Ryno Griesel ont établi un nouveau temps record en mars 2018 pour le Great Himalaya Trail.
- Le nord de la Mongolie accueille chaque année en été une course de 100 km, le Mongolia Sunrise to Sunset[20]
- Le premier marathon ultra trail de Malaisie a été fondé en novembre 2011 et est connu sous le nom de TMBT (The Most Beautiful Thing) à Sabah au mont Kinabalu, la plus haute montagne d'Asie du Sud-Est. L'événement a un taux d'abandon de 55 % et est une course de qualification de trois points pour l'UTMB et une course de qualification de deux points pour la catégorie des 55 kilomètres de l'événement. Cela a été suivi par l'Ultra Marathon de Beaufort à Sabah organisé en 2012 et une course d'endurance de 60 kilomètres sous une chaleur de 35 à 39 degrés Celsius avec un taux de finition de 60 % parmi les coureurs[21]. La première course sur route, un ultra-marathon de 100 milles, le Putrajaya 100 Miles, s'est tenue du 22 au 23 novembre 2014.
- La première course d'ultra-marathon d'Indonésie, le Mont Rinjani Ultra (52 km), a eu lieu en août 2013 et la première course d'ultra-marathon de 100 km et de 160 km d'Indonésie, le Bromo Tengger Semeru 100 Ultra, a eu lieu en novembre 2013. Le Défi Tambora (320 km) se tient à partir de 2015.
- Clark Freeport Zone aux Philippines est le lieu de deux des plus grands événements d'ultramarathon aux Philippines. Le Clark Miyamit Ultra, connu sous le nom de CM50, un ultramarathon 60K et 50Mile Trail qui emmène les coureurs à traverser de Clark aux villages Aeta, lit de lahar, chaînes de montagnes près du mont. Pinatubo et les emblématiques chutes Miyamit. Cardimax - Clark Ultramarathon est un ultramarathon sur route de 50 km et 100 km de distance qui rassemble et rassemble les ultramarathoniens des aspirants aux élites les plus compétitives.
- En Israël, deux grandes courses d'ultramarathon sont la course de relais Mount to Valley ; plus de 215 km, des collines de la Haute Galilée à la vallée de Jezreel, et la course du cercle de la vallée dans la vallée de Jezreel comportant plusieurs distances, dont 160 km et 200 km.

### Océanie, Australie et Nouvelle-Zélande
L'Australie et la Nouvelle-Zélande accueillent chaque année une centaine d'ultramarathons organisés. De plus, une poignée de coureurs ont parcouru toute la longueur de la Nouvelle-Zélande, sur une distance d'environ 2 200 km.

#### Australie
En Australie, le Westfield Ultra Marathon était une course annuelle entre Sydney et Melbourne disputée entre 1983 et 1991. Le coureur grec Yiánnis Koúros a remporté l'épreuve cinq fois au cours de cette période. L'Australie abrite également l'une des plus anciennes courses de six jours au monde, la course de six jours Cliff Young Australian, qui s'est tenue à Colac, au Victoria. La course se déroule sur un circuit de 400 mètres sur la place Memorial au centre de Colac et a vu de nombreuses courses serrées depuis sa création en 1984. La vingtième course de six jours de Cliff Young Australian s'est tenue du 20 au 26 novembre 2005. Au cours de cet événement, Koúros a battu son record du monde actuel de piste sur six jours et a établi une nouvelle marque de 1 036,851 km. Le Coast to Kosciuszko (en), inaugurée en 2004, est un marathon de 246 km partant de la côte, à Twofold Bay pour atteindre le sommet du mont Kosciuszko, la plus haute montagne d'Australie.
L'Australie a connu une forte croissance des événements et des participants à l'ultra-course ces dernières années. De nombreuses nouvelles courses ont vu le jour, couvrant une gamme de distances ultramarathon de 50 km jusqu'à des événements de plusieurs jours. La pierre angulaire des événements Ultra australiens est des courses telles que Ultra-Trail Australia 100, Bogong to Hotham, Alpine Challenge et Cradle Mountain Run. L'Australian Ultra Runners Association (AURA) a une liste complète et des liens des événements et leurs résultats respectifs.

#### Nouvelle-Zélande
Le premier ultramarathon de Nouvelle-Zélande, le Kepler Challenge (en), s'est déroulé sur un trail de 60 km à travers le parc national de Fiordland. Il est couru depuis 1988 et est l'une des courses les plus populaires du pays.
Le New Zealand's Northburn 100 Ultra Mountain Run est le premier 100 milles (160  km) du pays et parcourt la Northburn Station.
Le Te Houtaewa Challenge (de) est une course de 62 km se courant sur la Ninety Mile Beach, dans la région du Northland. Les coureurs doivent faire face à la marée montante et au sable de plage doux et les dates de la course, en mars, signifient que la course se déroule souvent pendant la saison des cyclones. En 2014, l'ultramarathon a été reporté à cause du cyclone Lucy.
L'ultramarathon de Tarawera est actuellement l'un des ultras les plus compétitifs de Nouvelle-Zélande et fait partie de l'Ultra-Trail World Tour ainsi que du circuit UTMB World Series. Ce 100 miles est une course de 162 km et 3700 m+ (parcours 2025).

#### Océanie
La Papouasie-Nouvelle-Guinée organise le Kokoda Challenge Race, une course d'endurance de 96 km qui s'est tenue fin août et qui s'étend sur toute la longueur de la piste historique de Kokoda.

### Europe
En Europe, l'ultra-course peut retracer ses origines avec une documentation précoce des ultra-coureurs des sagas islandaises [réf. nécessaire], ou la Grèce antique d'où vient l'idée du Marathon et du Spartathlon. L'histoire des ultra-coureurs et des marcheurs au Royaume-Uni de l'époque victorienne a également été documentée. L'IAU organise des Championnats d'Europe annuels pour les 50 km, 100 km et 24 heures. L'European Ultramarathon Cup est un événement annuel de coupe couvrant certaines des plus grandes courses d'Ultramarathon en Europe et l'Ultra-Trail du Mont-Blanc, avec la participation de plusieurs pays et de grandes répercussions internationales.

### Amérique du Nord
Il y a plusieurs centaines d'ultramarathons organisés chaque année en Amérique du Nord. L'un des plus connus est le Western States Endurance Run, le plus ancien parcours de 100 milles au monde. La course a commencé officieusement en 1974, lorsque le cheval du cavalier local Gordy Ainsleigh pour la course de chevaux de la Tevis Cup de 100 milles est devenu boiteux. Il a décidé de parcourir le parcours à pied, terminant en 23 heures et 42 minutes
Un ultra-marathonien italien a couru 4 888 km en 42 jours à partir du 5 septembre 2021, soit une moyenne de 116 km par jour en tournant autour d'un pâté de maisons dans le Queens à New York.

### Amérique du Sud
Il y a un petit nombre d'ultramarathons en Amérique du Sud, mais la participation à ce sport augmente. Le Brésil 135 Ultramarathon est une course en une étape de 135 milles avec une coupure de 60 heures, tenue au Brésil. Il s'agit d'une "course sœur" à Badwater Plusieurs ultramarathons ont lieu au Chili et avec une participation locale et internationale Les ultramarathons organisés au Chili comprennent: 
- Atacama Xtreme, de 50 km, 80 km et les 100 premiers milles au Chili. Une boucle pour chaque distance commençant et se terminant à San Pedro de Atacama à une moyenne de 2 400 m d'altitude[34]
- L'Endurance Challenge, une course de course sur sentier de 10 km, 21 km, 50 km et 80 km tenue dans la cordillère des Andes près de Santiago. Il fait partie du circuit mondial Endurance Challenge. La course vise à promouvoir le sport, l'activité de plein air et l'utilisation des sentiers de montagne, en veillant à avoir le moins d'impact possible sur l'environnement.
- Le Lican Ray - Ultramarathon de Villarrica, un marathon de 70 km qui commence à Lican Ray, escaladee le volcan Villarrica et se termine au centre-ville de Villarrica.
- L'Atacama Crossing, créé en 2004, un ultra-marathon de 250 km (155 milles) qui se déroule dans le désert d'Atacama, autour de San Pedro de Atacama, au Chili[35], et traverse l'endroit le plus sec de la terre. Il y a six étapes en sept jours, avec près de quatre marathons courus au cours des quatre premiers jours, puis un parcours de 74 km, puis une journée de repos et une étape finale de 11 km. Il fait partie de la série des Quatre Déserts (en). La course couvre un terrain accidenté, avec un climat rigoureux et une altitude moyenne de 2500 m. La ville hôte est San Pedro de Atacama et, en 2012, la course a commencé à son point culminant de plus de 3 000 m dans la vallée d'Arcoiris.

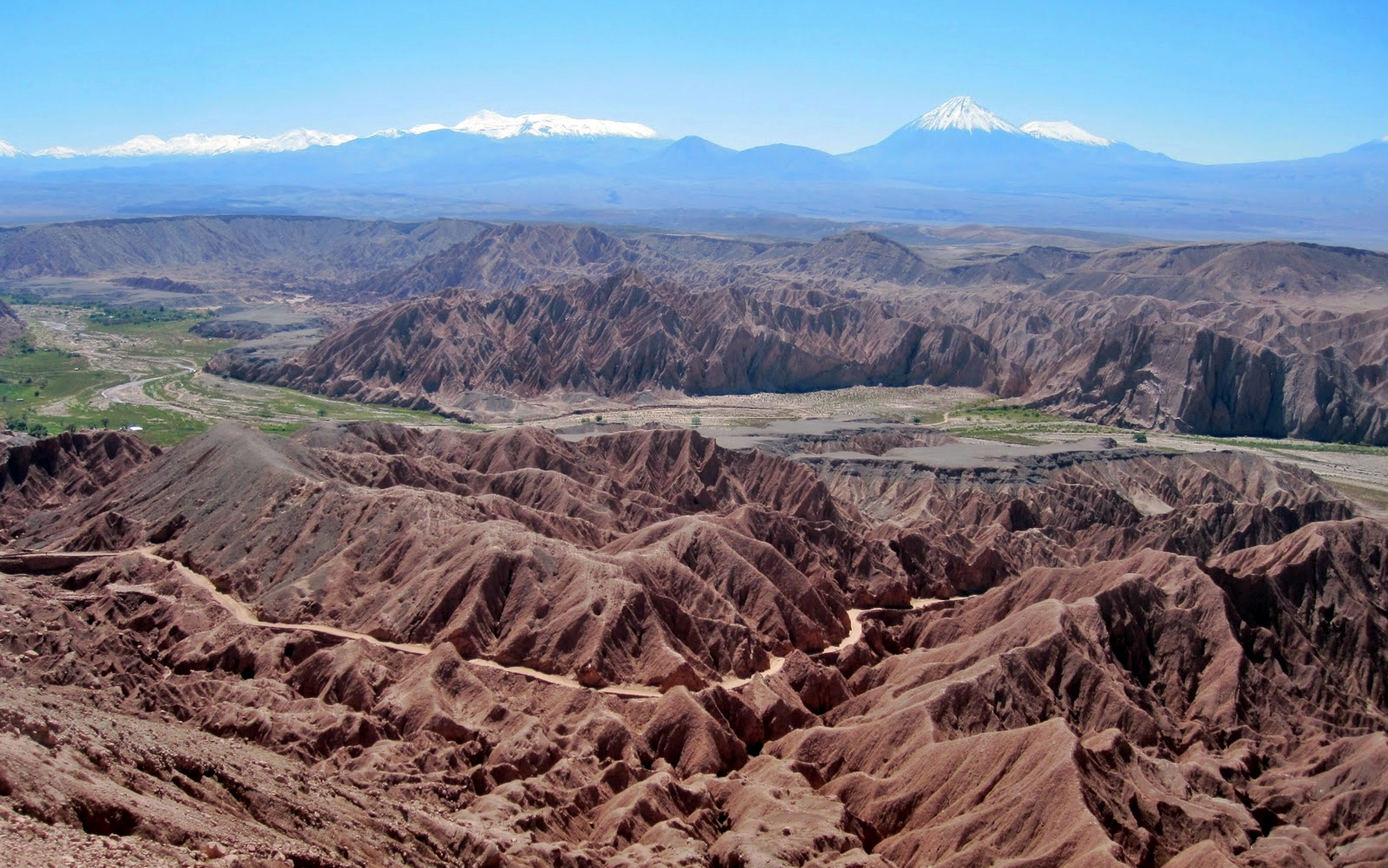
Vue de l'Atacama Crossing 2011.

- Le marathon international de Patagonie, organisé par NIGSA, a lieu dans le parc national de Torres del Paine, dans le sud de la Patagonie chilienne. L'événement comprend quatre distances de course : un ultra-marathon (63 km), un marathon (42 km), un semi-marathon (21 km) et un 10 km. Chaque distance a un point de départ différent, mais tout le monde termine au même endroit. L'événement a pour objectif secondaire de promouvoir la conservation de la Patagonie chilienne et de contribuer au développement durable de la région à travers la plantation d'arbres dans le parc national de Torres del Paine à travers la campagne "Corre y Reforesta" (Run and Reforest)[36] géré par l'organisation "Reforestemos Patagonia" (Let's Reforest Patagonia)[37]
- Le Rapa Nui GrandTrail, un ultramarathon de 80 km qui se déroule sur l'île de Pâques, dans la région de Valparaíso, au Chili. Ce sentier exotique, au loin dans l'océan Pacifique, admire les célèbres statues Moai de l'île[38].
- Extreme Challenge Peru Ultra, de 210 km, 105 km, 50 km et 25 km. Il s'agit d'une course où les participants courent pendant cinq jours consécutifs pour se rendre à la Sierra (9 000 à 11 000 pieds d'altitude), dans le désert (courir sur les meilleures dunes du désert), sur la côte et le dernier jour dans la jungle en haute altitude (5 900 pieds d'altitude). Certains participants parcourent également des distances plus courtes.

#### Bases de données et notices
- Notices dans des dictionnaires ou encyclopédies généralistes :   - Britannica
  - Gran Enciclopèdia Catalana
- Notices d'autorité :   - LCCN
  - Israël
  - Tchéquie

#### Autres liens
- L'histoire de l'ultra course
- ULTRAmarathonRunning.com Calendrier mondial des ultramarathon
- RunUltra.co.uk Calendrier mondial des ultramarathon avec avis des coureurs
- Site officiel de l'ITRA